# Andachtsjodler
Der Andachtsjodler (auch: Sterzinger Andachtsjodler, Mettenjodler, Rauhnachtjodler, Jodlerandacht) ist ein untextiertes geistliches Jodel-Lied aus Südtirol, das seinen Ursprung im liturgischen Umfeld der Christmette hat. Er ist heute auch in anderen liturgischen Zusammenhängen, aber auch in weltlichem Kontext, vor allem in der bayerisch-österreichischen Volksmusik verbreitet.

## Geschichte
Der Volkskundler Friedrich Haider vermutet, dass der Jodler in seiner heutigen Form Ende des 18. oder Anfang des 19. Jahrhunderts entstanden ist. Aufzeichnungen besagen, dass das Lied noch 1830 in Sterzing (Südtirol) in der Christmette als Anhang zu einem Hirtenlied gesungen wurde. Nach Angaben von Konrad Fischnaler sei es dort auch noch 1850 während der Wandlung vom Heiliggeistloch herunter erklungen. Dennoch scheint es bald danach dem einsetzenden Cäcilianismus zum Opfer gefallen zu sein und geriet weitgehend in Vergessenheit. Wiederentdeckt wurde es von dem Berliner Gymnasiallehrer Max Pohl (1869–1928) aus dem Umfeld der Wandervogelbewegung. Annette Thoma verwendete den Jodler in ihrer Deutschen Bauernmesse (1933). Zur Popularität trug auch das Salzburger Adventsingen bei, zu dessen Abschluss der Jodler regelmäßig gemeinsam von Mitwirkenden und Publikum gesungen wird.
Die Notation folgt der zweistimmigen Fassung des Volksliedforschers Karl Liebleitner (1858–1942) aus dem Jahr 1921, die der Sterzinger Variante entspricht. Daneben gibt es nach Friedrich Haider noch weitere Varianten aus dem Pflerschtal (von Gossensaß westwärts) und dem Pfitscher Tal (von Sterzing ostwärts).
In neuerer Zeit wird der Andachtsjodler meist dreistimmig, oft mit Instrumentalbegleitung dargeboten.
In einigen Veröffentlichungen folgt dem traditionellen, aus Jodelsilben bestehenden Liedtext ein neu hinzugefügtes, vierstrophiges Gedicht, dessen Urheber unbekannt ist. Unklar ist dabei, ob dieser zusätzliche Text zur Jodlermelodie gesungen werden soll oder eine eigene Melodie besitzt. In der Liederkiste, einem kostenlosen Online-Liederbuch, wird er als „Alternativtext“ bezeichnet. Von Männerchören wird er zuweilen vierstimmig zur Jodlermelodie gesungen.
Heut' in der Nacht

Hab' ich hoch am Berg gewacht,

Denn dort droben kann ich sein

Mit dem Herrgott ganz allein.

Heut' in der Nacht

Hab' ich hoch am Berg gedacht:

Unsere Welt wär' öd und leer

Wenn der Herrgott nicht wär.

Heut' in der Nacht

Hab' mein Herz ich aufgemacht,

Hab' dem Herrgott erzählt

Von dem Jammer auf der Welt.

Heut' in der Nacht

Hat er freundlich Trost mir 'bracht.

Drunten ruht das stille Tal

Droben Sternlein ohne Zahl.
Eine Aufnahme des Jodlers durch den Corner Chor Augsburg, der sich selbst als „aktivistischen FLINTA*-Chor“ beschreibt, als Protestsong mit der Textunterlegung „Scheiß AfD“ erhielt im Sommer 2025 mediale Aufmerksamkeit, als er in einer Störaktion des Zentrums für Politische Schönheit zur Störung des ARD-Sommerinterviews mit der AfD-Politikerin Alice Weidel von einem Lautsprecherbus in Dauerschleife abgespielt wurde.